# Čihadlo (Jizerské hory)
Čihadlo (967 m n. m.) je vrchol v Jizerských horách na severu České republiky. Na jeho severozápadní straně se nachází pomník pojmenovaný „Pařízkův kříž“ upomínající na neštěstí, kdy odpoledne 9. září 1989 nezabrzděný nákladní automobil smrtelně zranil dvaadvacetiletého Martina Pařízka, a jihozápadním směrem od Čihadla je „Tischerův kříž“, kde 3. ledna 2004 zemřel na infarkt osmapadesátiletý lyžař Erich Tischer. Tato místa spojuje červená turistická značka, která se však samotnému vrcholu vyhýbá a obchází jej po západní straně.